# (5078) Solovjev-Sedoj
(5078) Solovjev-Sedoj est un astéroïde de la ceinture principale.

## Description
(5078) Solovjev-Sedoj est un astéroïde de la ceinture principale. Il fut découvert le 19 septembre 1974 à Nauchnyj par Lioudmila Tchernykh. Il fut nommé en honneur de Vassili Soloviov-Sedoï. Il présente une orbite caractérisée par un demi-grand axe de 2,67 UA, une excentricité de 0,21 et une inclinaison de 2,8° par rapport à l'écliptique.

## Compléments